# Pilani
Pilani è una suddivisione dell'India, classificata come municipality, di 26.219 abitanti, situata nel distretto di Jhunjhunu, nello stato federato del Rajasthan. In base al numero di abitanti la città rientra nella classe III (da 20.000 a 49.999 persone).

## Geografia fisica
La città è situata a 28° 24' 10 N e 75° 36' 22 E.

## Società

### Evoluzione demografica
Al censimento del 2001 la popolazione di Pilani assommava a 26.219 persone, delle quali 13.598 maschi e 12.621 femmine. I bambini di età inferiore o uguale ai sei anni assommavano a 3.549, dei quali 1.861 maschi e 1.688 femmine. Infine, coloro che erano in grado di saper almeno leggere e scrivere erano 18.029, dei quali 10.789 maschi e 7.240 femmine.